# Completely Well
Completely Well — студійний альбом американського блюзового музиканта Бі Бі Кінга, випущений у 1969 році лейблом BluesWay.
У 1970 році альбом посів 5-е місце у R&B Albums і 38-е місце в The Billboard 200 чартах журналу «Billboard». У 1971 році пісня «The Thrill Is Gone» була удостоєна премії «Греммі» в категорії «Найкраще чоловіче вокальне ритм-енд-блюзове виконання».

## Опис
Записаний 8 жовтня 1969 року на студії The Hit Factory в Нью-Йорку.
У 1970 році альбом посів 5-е місце у R&B Albums і 38-е місце в The Billboard 200 чартах журналу «Billboard». У 1970 році композиції «The Thrill Is Gone»/«You're Mean» і «So Excited»/«Confessin' the Blues» були видані на синглах. «The Thrill Is Gone» посіла 3-є в R&B Singles і 15-е в Billboard Hot 100 місця відповідно.
У 1971 році «The Thrill Is Gone» була удостоєна премії «Греммі» в категорії «Найкраще чоловіче вокальне ритм-енд-блюзове виконання». У 1985 році пісня була включена до Зали слави блюзу, а в 1998 році до Зали слави премії «Греммі». Також пісня посіла 183-є місце у списку 500 найкращих пісень усіх часів за версією журналу «Rolling Stone».

## Список композицій
1. «So Excited» (Джеральд Джеммотт, Бі Бі Кінг) — 5:34
2. «No Good» (Фердінанд Вашингтон, Бі Бі Кінг) — 4:35
3. «You're Losin' Me» (Фердінанд Вашингтон, Бі Бі Кінг) — 4:54
4. «What Happened» (Бі Бі Кінг)— 4:41
5. «Confessin' the Blues» (Волтер Браун, Джей Макшенн) — 4:56
6. «Key to My Kingdom» (Клод Баум, Джо Джосі) — 3:18
7. «Crying Won't Help You» (Сем Лінг, Жуль Тоб) — 6:30
8. «You're Mean» (Джеральд Джеммотт, Бі Бі Кінг, Пол Гарріс, Г'ю Маккрекен, Гербі Лоуелл)— 9:59
9. «The Thrill Is Gone» (Дік Дарнелл, Рой Гокінс) — 5:30

## Учасники запису
- Б. Б. Кінг — вокал, гітара
- Г'ю Маккрекен — гітара
- Пол Гарріс — фортепіано, електропіаніно і орган
- Джеральд Джеммотт — бас-гітара
- Гербі Лоуелл — ударні
- Берт ДеКото — аранжування струнних і духових інструментів

Технічний персонал
- Білл Шимчик — продюсер, інженер
- Джо Загаріно — інженер
- Пол Вайтмен — дизайн обкладинки
- Ральф Глісон — текст
- Філіп Мелнік — фотографії

## Хіт-паради
Альбоми
| Рік  | Чарт              | Позиція |
| ---- | ----------------- | ------- |
| 1970 | R&B Albums        | 5       |
| 1970 | The Billboard 200 | 38      |

Сингли
| Рік  | Сингл                | Чарт              | Позиція |
| ---- | -------------------- | ----------------- | ------- |
| 1970 | «The Thrill Is Gone» | R&B Singles       | 3       |
| 1970 | «The Thrill Is Gone» | Billboard Hot 100 | 15      |

## Нагороди
Премія «Греммі»
| Рік  | Альбом/Композиція    | Категорія                                               | Переможець |
| ---- | -------------------- | ------------------------------------------------------- | ---------- |
| 1971 | «The Thrill Is Gone» | «Найкраще чоловіче вокальне ритм-енд-блюзове виконання» | Б.Б. Кінг  |